# Acerca de la psicología de la religión occidental y de la religión oriental
Acerca de la psicología de la religión occidental y de la religión oriental (en alemán Zur Psychologie westlicher und östlicher Religion) es un conjunto de obras de Carl Gustav Jung incluidas en el undécimo volumen de su Obra completa.

## Contenido
La problemática religiosa ocupa un lugar central en la obra de C. G. Jung quien en casi todos sus escritos, sobre todo los de los últimos años, prestó una especial atención. Lo que entiende por religión no se restringe a una determinada confesión. Según sus propias palabras la religión consiste en una «observación cuidadosa y concienzuda de eso que Rudolf Otto ha bautizado acertadamente con el nombre de lo “numinoso”».
El gran mérito de Jung estriba en haber sabido reconocer que las representaciones originarias que subyacen y son comunes a las distintas religiones constituyen contenidos arquetípicos del alma humana.

### Religión occidental
La primera parte reúne escritos sobre religión occidental:
En Psicología y religión (Terry Lectures) Jung se vale de la serie onírica de un hombre de nuestros días para exponer la función de la psique inconsciente, función que recuerda en gran medida a la tradición alquímica.
En el trabajo sobre el dogma de la Trinidad muestra los paralelos existentes entre el cristianismo, la teología faraónica egipcia y las ideas babilónicas y griegas, mientras que en el ensayo sobre el texto de la misa se sirve, con fines comparativos, de ritos aztecas y textos alquímicos. 
En Respuesta a Job se ocupa de la imagen ambivalente de Dios, cuya transformación en el alma humana requiere ser comprendida en términos psicológicos. Sabedor de que las neurosis están motivadas a menudo por causas religiosas, insiste en los ensayos La relación de la psicoterapia con la cura de almas y Psicoanálisis y cura de almas en la necesidad de que la psicología y la teología unan sus esfuerzos.

### Religión oriental
La segunda parte agrupa sobre todo comentarios y prólogos a textos religiosos orientales, como el I Ching o el Bardo Todol. En lo esencial, todos ellos confrontan y comparan expresiones e ideas occidentales y orientales.

## Índice
La religión occidental
1. Psicología y religión (Terry Lectures) (1938/1940)
2. Ensayo de interpretación psicológica del dogma de la Trinidad (1942/1948)
3. El símbolo de la transubstanciación en la misa (1942/1954)
4. Prólogo al libro de Victor White God and the Unconscious (1952)
5. Prólogo al libro de Zwi Werblowsky Lucifer and Prometheus (1952)
6. Hermano Klaus (1933)
7. Sobre la relación de la psicoterapia con la cura de almas (1932/1948)
8. Psicoanálisis y cura de almas (1928)
9. Respuesta a Job (1952)

La religión oriental
1. Comentario psicológico al Libro Tíbetano de la Gran Liberación (1939/1955)
2. Comentario psicológico al Bardo Todol (1935/1960)
3. El yoga y occidente (1936)
4. Prólogo al libro de Daisetz Teitaro Suzuki La Gran Liberación (1939/1958)
5. Acerca de la psicología de la meditación oriental (1943/1948)
6. Sobre el santón hindú (1944)
7. Prólogo al I Ching (1950)

## Edición en castellano
- Jung, Carl Gustav (2008 [2ª edición 2016]). Obra completa de Carl Gustav Jung. Volumen 11: Acerca de la psicología de la religión occidental y de la religión oriental. Traducción Rafael Fernández de Maruri. Madrid: Editorial Trotta. ISBN 978-84-8164-902-4. ISBN 978-84-8164-907-9.
- – (2020). Psicología de la religión oriental. Madrid: Editorial Trotta. ISBN 978-84-9879-799-2.